# NK Građevinar Zagreb
Nogometni klub Građevinar Zagreb bio je hrvatski nogometni klub iz Zagreba.
Osnovan je pod imenom Građevinarski. Prestao je biti član Saveza 4. travnja 1929. Klub je obnovljen 1945. pod imenom Građevinar, no nedugo kasnije je prestao djelovati. Klub je ponovno obnovljen 1950. kada dolazi do spajanja klubova Novogradnja i Visokogradnja. Klub konačno prestaje djelovati 19. prosinca 1953. kada se ujedinjuje s Dubravom koja preuzima Građevinarove rezultate u Zagrebačkoj ligi 1953./54.